# Centrale hydroélectrique Sendje
 (février 2019).
La centrale hydroélectrique Sendje est une centrale hydroélectrique en construction dans la partie continentale de la Guinée équatoriale, en aval de la centrale hydroélectrique Djibloho sur la rivière Wele (originaire du Gabon et traversant le territoire de la Guinée équatoriale, elle se jette dans le golfe de Guinée). 
Après coup, la capacité installée de la centrale hydroélectrique (200 MW) sera la plus grande de toutes les capacités de production du pays, et le barrage en béton (63 m) sera le plus élevé des barrages en Guinée équatoriale.
La construction de la centrale hydroélectrique Sendje est réalisée par Duglas Alliance Ltd. commandé par le gouvernement de la Guinée équatoriale,,,.

## Chantier et structure des bâtiments
Le chantier de construction est situé à 30 km au sud de la capitale de la région continentale de la ville Bata et à 20 km à l’est de la ville Mbini située à l’embouchure de la rivière Wele. La disposition du complexe hydroélectrique est dérivée. Dans le cadre de ce projet, la rivière sera barrée par un barragepoids en béton 63 mètres de haut. En outre, lors de la création d’un front de pression pour l’eau dans le réservoir, quatre barrages en terre auxiliaires d’une hauteur maximale de 20 mètres seront construits. Le circuit énergétique est représenté par le canal d’entrée vers la prise d’eau, la prise d’eau, les conduits métalliques sous pression d’un diamètre interne de 5 m, le bâtiment de la centrale hydroélectrique et le canal de restitution. Des turbines radiales axiales (Francis) – 4 pièces – seront installées dans le bâtiment de la centrale hydroélectrique. L’apport d’électricité dans le système sera réalisée au moyen d’un GIS à 220 kV,,,.

## Principales caractéristiques du projet
- Capacité installée : 200 MW, divisé en quatre unités hydrauliques d’une capacité de 50 MW chacune.
- Voltage de sortie : 220 kV.
- Production moyenne annuelle : 1,402 GWh.
- Pression estimée : 67,5 m.

Réservoir :
- Surface miroir du réservoir : 21,57 km2.
- Niveau de rétention normal du réservoir : 88 m.
- Volume utile du réservoir : 60,2 millions de m3.

La connexion avec le réseau électrique est assurée par des lignes de transport d’électricité conçues pour une tension de 230 kV,.

## Principales étapes du projet
La construction de la centrale hydroélectrique a débuté en 2012. Le lancement officiel de la construction par le président de la République de Guinée équatoriale, avec la participation de membres du gouvernement, du parlement et de délégations publiques a eu lieu en février 2012.
À l’automne 2015, la rivière Wele a été barrée,.
À compter de mars 2018, le lancement de la centrale hydroélectrique Sendje est prévu dans un délai de 31 mois.
En août 2021, la Banque de développement des États de l'Afrique centrale (BDEAC) accorde une subvention de 137 millions $ pour permettre la poursuite des travaux de construction de la centrale, dont l'achèvement était prévu fin 2021.